# チューレラン・ゼドケア
チューレラン・ゼドケア（英: Jurelang Zedkaia、1950年7月13日 - 2015年10月7日）は、マーシャル諸島の酋長、政治家。2009年10月26日から2012年1月10日まで同国大統領（第5代）を務めた。

## 経歴
首都マジュロの大酋長であったゼドケアは、大統領に就任するまで国会議員を5期務めた。副議長を務め、2008年1月に議長に就任した。

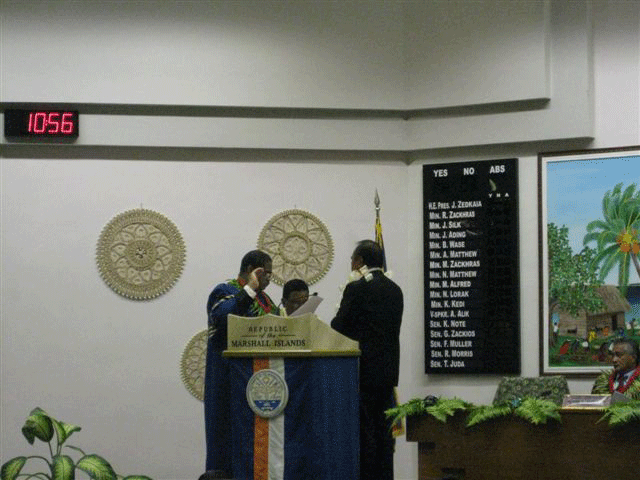
宣誓式のようす。駐マーシャル諸島アメリカ大使館撮影

2009年10月21日にケーサイ・ノート前大統領（当時）の勢力が内閣不信任決議案を提出、リトクワ・トメイン大統領が失職した。内閣不信任決議が可決されたのは、同国史上これが初めてのケースであった 。
大統領選挙は10月26日に行われ、ゼドケア議長とノート前大統領との一騎討ちになった。議員投票の結果、ゼドケアが17対15で辛勝。11月2日に任に就き、特に異論もなくアルヴィン・ジャクリックを新議長に指名した。
チューレランは長年、母のアタマ・ゼドケアに代わって大酋長を務めていたが、2010年11月19日、母が79歳で死去したことに伴い、マジュロの全域がチューレランの所有となった。アタマの葬儀は国葬として執り行われ、1996年のアマタ・カブア元大統領以来の大規模な葬儀となった。
2012年1月10日、トメインの残り任期が満了し大統領を退任。
2015年10月7日、マジュロにて死去。